# John W. Thomason
Pour les articles homonymes, voir Thomason.
John Thomason (Lieutenant colonel John Williamson Thomason Jr), né à Huntsville, au Texas le 28 février 1893 et mort le 12 mars 1944 à San Diego en Californie, était un marine, auteur et illustrateur. Fils d'un médecin, il participa aux deux guerres mondiales. Il écrivit plus de 60 histoires courtes et articles de magazines : 
- Fix Bayonets (1926)
- The United States Army Second Division Northwest of Chateau Thierry in World War I (1927)
- Red Pants and Other Stories (1927)
- Jeb Stuart (1930)
- Salt Winds and Gobi Dust (1934)
- The Adventures of General Marbot by Himself (1935)
- A Narrative of the Life of David Crockett of Tennessee by Himself
- Gone to Texas (1937)
- Lone Star Preacher (1941)
- & a Few Marines (1943)